# آشباخ مارکت
آشباخ مارکت (به آلمانی: Aschbach-Markt) یک منطقهٔ مسکونی در اتریش است که در بخش امستیتن واقع شده‌است. آشباخ مارکت ۳٬۶۳۷ نفر جمعیت دارد.